# Liste des maires d'Annemasse
La liste des maires d'Annemasse présente la liste des maires de la commune française d'Annemasse, située dans le département de la Haute-Savoie en région Auvergne-Rhône-Alpes.

## Histoire
Avant l'invasion des troupes révolutionnaires françaises de 1792, la ville de Annemasse était dirigée par un premier syndic et son conseil. L'annexion du duché de Savoie voit se mettre en place l'administration française dont la fonction de maire. Le 14 octobre 1792, pour la première fois dans l'ancien duché, les hommes de plus de 21 ans élisent leur représentant. Annemasse désigne Gaspard-Henri Boccard comme député, il sera également le premier maire de la commune. Il occupe ce mandant en place durant la période révolutionnaire et l'Empire.
À la suite de la Restauration des États de Savoie de 1815, Annemasse retrouve le système de gestion sarde jusqu'à l'Annexion de la Savoie à la France, à la suite du traité de Turin de 1860. La nouvelle administration française se met en place dès le mois de juin, toutefois à l'échelle communale, un maire et le syndic sont en place jusqu'en 1865. Les premières élections au suffrage universel se déroulent le 23, puis le 30 juillet 1865. Le nouveau conseil municipal, constitué du maire, d'un adjoint et de dix conseillers, est mis en place le 15 août, jour de la fête nationale. Le nouveau maire élu est le docteur Claude-Philippe Dusonchet, maire sortant.

## L'Hôtel de ville
L'hôtel de ville actuel a été construit entre 1882 et 1885 sur les plans de l'architecte genevois Émile Reverdin et des entrepreneurs annemassiens Tavernier et Trottet. Outre les services de la mairie, le bâtiment central abritait la Justice de paix et la Poste.  
Par ailleurs, les ailes du bâtiment principal étaient occupées par les écoles supérieures et primaires de filles et de garçons. Au départ de celles-ci, en 1934, l'édifice est fortement remanié.
En 1953, la mairie est agrandie avec l'ajout de deux nouvelles ailes et dans les années 1980, des travaux de rénovation sont engagés.

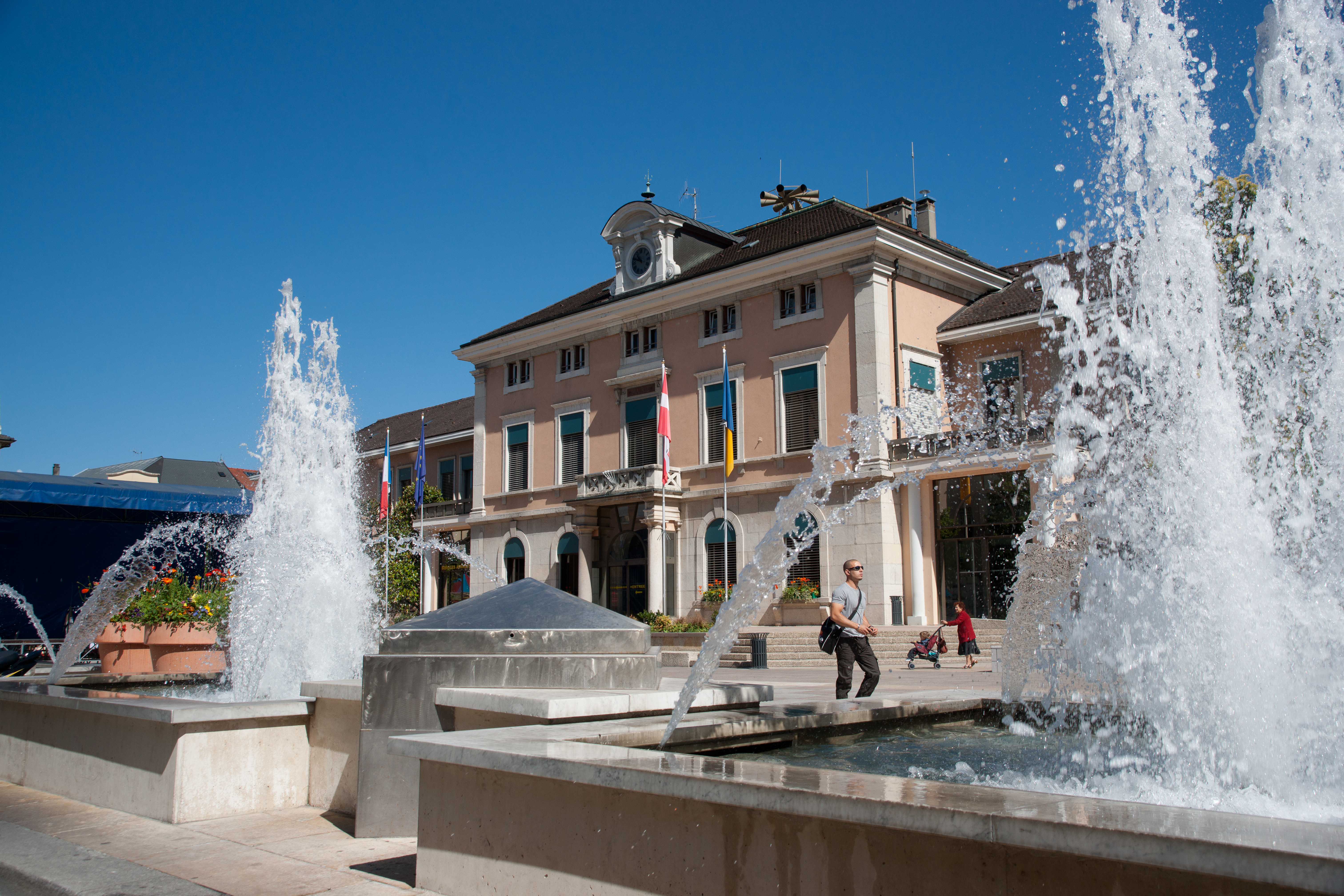
L'hôtel de ville d'Annemasse.

## Liste des syndics
| Période                                  | Période | Identité                              | Étiquette | Qualité                                    |
| ---------------------------------------- | ------- | ------------------------------------- | --------- | ------------------------------------------ |
| Les données manquantes sont à compléter. |         |                                       |           |                                            |
| 1833                                     | 1834    | Claude-Philippe Dusonchet (1800-1884) |           | Médecin Destitué par le roi Charles-Albert |
| ca. 1842                                 |         | Jean-François Pérréard                |           | Notaire                                    |
| Les données manquantes sont à compléter. |         |                                       |           |                                            |
| 1854                                     | 1860    | Claude-Philippe Dusonchet (1800-1884) |           | Médecin                                    |

## Liste des maires

### Entre 1860 et 1947
| Période         | Période          | Identité                              | Étiquette    | Qualité |
| --------------- | ---------------- | ------------------------------------- | ------------ | --- |
| 1860            | 1871             | Claude-Philippe Dusonchet (1800-1884) | SE           | Médecin Syndic d'Annemasse (1833 → 1834 et 1854 → 1860) Conseiller municipal (1871 → 1874) Chevalier de la Légion d'honneur                          |
| 1871            | janvier 1874     | Marc Couriard (1831-1883)             | SE           | Négociant tanneur Conseiller municipal (1854 → 1866 et 1882 → 1883) Adjoint au maire (1866 → 1871)                                                   |
| 20 janvier 1874 | mars 1876        | Jean-François Desjacques (1816-1886)  | Conservateur | Conseiller d'arrondissement (1861 → 1871) Nommé maire par décret présidentiel Démissionnaire                                                         |
| mars 1876       | 1882             | Marc Couriard (1831-1883)             | SE           | Négociant tanneur Conseiller municipal (1854 → 1866 et 1882 → 1883) Adjoint au maire (1866 → 1871)                                                   |
| 1883            | mai 1900         | Alexandre Pérréard                    | Républicain  | Notaire Conseiller municipal (1870) Adjoint au maire (1871) Conseiller général d'Annemasse (1871 → 1889)                                             |
| mai 1900        | 10 avril 1906    | Alfred Bastin (1848-1906)             |              | Entrepreneur de travaux publics Conseiller municipal (1896 → 1900) Décédé en fonction                                                                |
| 1906            | mai 1912         | Joseph Cursat (1856-1920)             | Républicain  | Clerc de notaire Marchand de vin Conseiller municipal (1892) Conseiller d'arrondissement (1898 → 1904)                                               |
| mai 1912        | décembre 1919    | Charles Favre (1859-1921)             |              | Médecin Conseiller municipal (1896 → 1906) Adjoint au maire (1900 → 1904)                                                                            |
| décembre 1919   | mai 1929         | Aimé Coquand (1854-1931)              | SE           | Médecin |
| mai 1929        | 30 décembre 1940 | Claudius Montessuit (1887-1963)       | Rad.         | Entrepreneur en travaux publics Conseiller municipal (1953 → 1959) Conseiller général d'Annemasse (1934 → 1940) Révoqué par le gouvernement de Vichy |
| 28 mars 1941    | novembre 1943    | Marcel Collardey (1895-1952)          |              | Fabricant de meubles Président de la délégation spéciale Démissionnaire                                                                              |
| décembre 1943   | octobre 1947     | Jean Deffaugt                         |              | Commerçant dans le textile, résistant Conseiller municipal (1947 → 1959 et 1965 → 1970) Juste parmi les nations                                      |

### Depuis 1947
| Période           | Période        | Identité                        | Étiquette    | Qualité |
| ----------------- | -------------- | ------------------------------- | ------------ | --- |
| octobre 1947      | mai 1953       | Claudius Montessuit (1887-1963) | Rad.         | Entrepreneur en travaux publics Conseiller municipal (1953 → 1959) Conseiller général d'Annemasse (1951 → 1958) |
| mai 1953          | mars 1959      | Léon Guersillon (1898-1995)     |              | Comptable puis directeur commercial et industriel, ancien résistant Conseiller municipal (1944 → 1953) |
| mars 1959         | 2 juillet 1963 | Claudius Montessuit (1887-1963) | Rad.         | Entrepreneur en travaux publics Conseiller municipal (1953 → 1959) Conseiller général d'Annemasse (1951 → 1958) Décédé en fonction |
| 15 septembre 1963 | mars 1971      | Henri Jeantet (1913-1983)       | UNR puis UDR | Industriel, ingénieur Conseiller municipal (1953 → 1959) Premier adjoint au maire (1959 → 1963) |
| mars 1971         | 25 mars 1977   | Pierre Berthier (1924-2010)     | DVD          | Premier adjoint au maire (1963 → 1968) |
| 25 mars 1977      | 12 juin 1996   | Robert Borrel                   | PS puis DVG  | Professeur de lettres Député de la Haute-Savoie (1986 → 1988) |
| 7 novembre 1996   | 12 juin 1997   | Guy Gavard (1931-2019)          | DVG          | Professeur de lycée Premier adjoint au maire (1977 → 1996 et 1997 → 2001) Chevalier de l'Ordre national du Mérite (2001) |
| 12 juin 1997      | 9 mars 2008    | Robert Borrel                   | DVG          | Professeur de lettres Ancien député de la Haute-Savoie (1986 → 1988) Conseiller régional de Rhône-Alpes (1998 → 2004) Président de la CC de l'agglomération annemassienne Président d'Annemasse Agglo (2007 → 2011)                     |
| 9 mars 2008       | 22 mai 2015    | Christian Dupessey (1945- )     | PS           | Proviseur retraité Conseiller régional de Rhône-Alpes (2010 → 2015) Conseiller régional d'Auvergne-Rhône-Alpes (2015 → 2018) Président d'Annemasse Agglo (2014 → 2020)                                                                  |
| 1er juin 2015     | 3 juillet 2015 | Délégation spéciale             |              | Présidée par Alain Besson, lieutenant-colonel de gendarmerie retraité |
| 3 juillet 2015    | En cours       | Christian Dupessey (1945- )     | PS           | Proviseur retraité Conseiller régional de Rhône-Alpes (2010 → 2015) Conseiller régional d'Auvergne-Rhône-Alpes (2015 → 2018) Président (2014 → 2020) puis 1er vice-président d'Annemasse Agglo (2020 → ) Réélu pour le mandat 2020-2026 |

## Conseil municipal actuel
Les 39 sièges composant le conseil municipal d'Annemasse ont été pourvus le 15 mars 2020 lors du premier tour de scrutin. Actuellement, il est réparti comme suit :

## Résultats des élections municipales

### Élection municipale de 2020
|                           | Christian Dupessey *     | PS                       | 2 087  | 50,02  | 30 | 15 |  |  |
| Annemasse ville d'avenirS |                          |                          | 2 087  | 50,02  | 30 | 15 |  |  |
|                           | Maxime Gaconnet          | DVD                      | 1 682  | 40,31  | 8  | 4  |  |  |
| Générations Annemasse     |                          |                          | 1 682  | 40,31  | 8  | 4  |  |  |
|                           | Kévin Chaleil-Dos Ramos  | RN                       | 403    | 9,65   | 1  | 1  |  |  |
| Annemasse renouveau       |                          |                          | 403    | 9,65   | 1  | 1  |  |  |
|                           |                          |                          |        |        |    |    |  |  |
| Votes valides             | Votes valides            | Votes valides            | 4 172  | 96,69  |    |    |  |  |
| Votes blancs              | Votes blancs             | Votes blancs             | 57     | 1,32   |    |    |  |  |
| Votes nuls                | Votes nuls               | Votes nuls               | 86     | 1,99   |    |    |  |  |
| Total                     | Total                    | Total                    | 4 315  | 100,00 | 39 | 20 |  |  |
| Abstentions               | Abstentions              | Abstentions              | 11 212 | 72,21  |    |    |  |  |
| Inscrits / participation  | Inscrits / participation | Inscrits / participation | 15 527 | 27,79  |    |    |  |  |
| * Liste du maire sortant  |                          |                          |        |        |    |    |  |  |

### Élection municipale partielle de 2015
|                                            | Christian Dupessey * | DVG            | 2 441  | 50,43  | 30 | 16 |  |  |
| Annemasse ensemble : l'avenir au quotidien |                      |                | 2 441  | 50,43  | 30 | 16 |  |  |
|                                            | Louis Mermet         | LR-UDI         | 1 596  | 32,98  | 6  | 3  |  |  |
| Louis Mermet 2015                          |                      |                | 1 596  | 32,98  | 6  | 3  |  |  |
|                                            | Jean Capasso         | FN             | 557    | 11,51  | 2  | 1  |  |  |
| Annemasse bleu Marine                      |                      |                | 557    | 11,51  | 2  | 1  |  |  |
|                                            | Camel Bel Ghali      | DVG            | 246    | 5,08   | 1  | 0  |  |  |
| Annemasse pour tous                        |                      |                | 246    | 5,08   | 1  | 0  |  |  |
|                                            |                      |                |        |        |    |    |  |  |
| Inscrits                                   | Inscrits             | Inscrits       | 17 008 | 100,00 |    |    |  |  |
| Abstentions                                | Abstentions          | Abstentions    | 12 082 | 71,04  |    |    |  |  |
| Votants                                    | Votants              | Votants        | 4 926  | 28,96  |    |    |  |  |
| Blancs et nuls                             | Blancs et nuls       | Blancs et nuls | 86     | 1,75   |    |    |  |  |
| Exprimés                                   | Exprimés             | Exprimés       | 4 840  | 98,25  |    |    |  |  |
| * Liste du maire sortant                   |                      |                |        |        |    |    |  |  |

### Élection municipale de 2014
| Tête de liste                             | Tête de liste        | Liste          | Premier tour | Premier tour | Second tour | Second tour | Sièges | Sièges |
| Tête de liste                             | Tête de liste        | Liste          | Voix         | %            | Voix        | %           | CM     | CC     |
| ----------------------------------------- | -------------------- | -------------- | ------------ | ------------ | ----------- | ----------- | ------ | ------ |
|                                           | Christian Dupessey * | DVG            | 3 271        | 46,35        | 3 476       | 47,42       | 29     | 13     |
| Annemasse ensemble, l'avenir au quotidien |                      |                | 3 271        | 46,35        | 3 476       | 47,42       | 29     | 13     |
|                                           | Louis Mermet         | UMP-UDI        | 2 602        | 36,87        | 2 893       | 39,47       | 8      | 4      |
| Annemasse 2014                            |                      |                | 2 602        | 36,87        | 2 893       | 39,47       | 8      | 4      |
|                                           | Jean Capasso         | FN             | 1 184        | 16,77        | 960         | 13,09       | 2      | 1      |
| Annemasse bleu Marine                     |                      |                | 1 184        | 16,77        | 960         | 13,09       | 2      | 1      |
|                                           |                      |                |              |              |             |             |        |        |
| Inscrits                                  | Inscrits             | Inscrits       | 16 641       | 100,00       | 16 641      | 100,00      |        |        |
| Abstentions                               | Abstentions          | Abstentions    | 9 354        | 56,21        | 9 153       | 55,00       |        |        |
| Votants                                   | Votants              | Votants        | 7 287        | 43,79        | 7 488       | 45,00       |        |        |
| Blancs et nuls                            | Blancs et nuls       | Blancs et nuls | 230          | 3,16         | 159         | 2,12        |        |        |
| Exprimés                                  | Exprimés             | Exprimés       | 7 057        | 96,84        | 7 329       | 97,88       |        |        |
| * Liste du maire sortant                  |                      |                |              |              |             |             |        |        |

### Élection municipale de 2008
|                    | Christian Dupessey  | PS-DVG         | 3 631  | 52,65  | 30 |  |  |  |
| Annemasse ensemble |                     |                | 3 631  | 52,65  | 30 |  |  |  |
|                    | François Vigny      | UMP            | 2 032  | 29,46  | 6  |  |  |  |
| Réussir Annemasse  |                     |                | 2 032  | 29,46  | 6  |  |  |  |
|                    | Jean-Pierre Benoist | NC-DVD         | 1 234  | 17,89  | 3  |  |  |  |
| Pour Annemasse     |                     |                | 1 234  | 17,89  | 3  |  |  |  |
|                    |                     |                |        |        |    |  |  |  |
| Inscrits           | Inscrits            | Inscrits       | 15 815 | 100,00 |    |  |  |  |
| Abstentions        | Abstentions         | Abstentions    | 8 631  | 54,57  |    |  |  |  |
| Votants            | Votants             | Votants        | 7 184  | 45,43  |    |  |  |  |
| Blancs ou nuls     | Blancs ou nuls      | Blancs ou nuls | 287    | 3,99   |    |  |  |  |
| Exprimés           | Exprimés            | Exprimés       | 6 897  | 96,01  |    |  |  |  |

### Élection municipale de 2001
|                          | Robert Borrel *   | DVG-PS (G. pl.) | 3 393  | 56,69  | 28 |  |  |  |
|                          | Philippe Marcille | RPR (Un. d.)    | 1 608  | 26,87  | 5  |  |  |  |
|                          | Bernard Midy      | FN              | 567    | 9,47   | 1  |  |  |  |
|                          | Robert Lamoise    | MNR             | 417    | 6,97   | 1  |  |  |  |
|                          |                   |                 |        |        |    |  |  |  |
| Inscrits                 | Inscrits          | Inscrits        | 13 709 | 100,00 |    |  |  |  |
| Abstentions              | Abstentions       | Abstentions     | 7 380  | 53,83  |    |  |  |  |
| Votants                  | Votants           | Votants         | 6 329  | 46,17  |    |  |  |  |
| Blancs ou nuls           | Blancs ou nuls    | Blancs ou nuls  | 344    | 5,44   |    |  |  |  |
| Exprimés                 | Exprimés          | Exprimés        | 5 985  | 94,56  |    |  |  |  |
| * Liste du maire sortant |                   |                 |        |        |    |  |  |  |

### Élection municipale partielle de 1997
|                | Robert Borrel  | DVG-PS (Un. g.) | 2 880  | 58,10  | 29 |  |  |
|                | Gilles Rigaud  | DVD (Un. d.)    | 1 302  | 26,26  | 4  |  |  |
|                | Bernard Midy   | FN              | 775    | 15,63  | 2  |  |  |
|                |                |                 |        |        |    |  |  |
| Inscrits       | Inscrits       | Inscrits        | 13 540 | 100,00 |    |  |  |
| Abstentions    | Abstentions    | Abstentions     | 8 470  | 62,56  |    |  |  |
| Votants        | Votants        | Votants         | 5 070  | 37,44  |    |  |  |
| Blancs ou nuls | Blancs ou nuls | Blancs ou nuls  | 113    | 2,23   |    |  |  |
| Exprimés       | Exprimés       | Exprimés        | 4 957  | 97,77  |    |  |  |

### Élection municipale de 1995
|                          | Robert Borrel * | DVG-PS (Un. g.) | 3 435  | 51,75  | 27 |  |  |  |
|                          | M. Berthier     | RPR (Un. d.)    | 2 147  | 32,34  | 6  |  |  |  |
|                          | Bernard Midy    | FN              | 1 056  | 15,91  | 2  |  |  |  |
|                          |                 |                 |        |        |    |  |  |  |
| Inscrits                 | Inscrits        | Inscrits        | 14 069 | 100,00 |    |  |  |  |
| Abstentions              | Abstentions     | Abstentions     | 7 232  | 51,40  |    |  |  |  |
| Votants                  | Votants         | Votants         | 6 837  | 48,60  |    |  |  |  |
| Blancs ou nuls           | Blancs ou nuls  | Blancs ou nuls  | 199    | 2,91   |    |  |  |  |
| Exprimés                 | Exprimés        | Exprimés        | 6 638  | 97,09  |    |  |  |  |
| * Liste du maire sortant |                 |                 |        |        |    |  |  |  |

### Élection municipale de 1989
|                          | Robert Borrel *   | DVG-PCF              | 4 226  | 56,33  | 28 |  |  |  |
|                          | M. Besson         | DVD-RPR-UDF (Un. d.) | 2 440  | 32,52  | 6  |  |  |  |
|                          | Pierre Grandchamp | FN                   | 556    | 7,41   | 1  |  |  |  |
|                          | Gérard Galice     | PS                   | 279    | 3,71   | 0  |  |  |  |
|                          |                   |                      |        |        |    |  |  |  |
| Inscrits                 | Inscrits          | Inscrits             | 12 701 | 100,00 |    |  |  |  |
| Abstentions              | Abstentions       | Abstentions          | 5 068  | 39,90  |    |  |  |  |
| Votants                  | Votants           | Votants              | 7 633  | 60,10  |    |  |  |  |
| Nuls                     | Nuls              | Nuls                 | 132    | 1,04   |    |  |  |  |
| Exprimés                 | Exprimés          | Exprimés             | 7 501  | 59,06  |    |  |  |  |
| * Liste du maire sortant |                   |                      |        |        |    |  |  |  |

### Élection municipale de 1983
|                          | Robert Borrel * | PS-PCF (Un. g.)    | 4 546  | 52,57  | 27 |  |  |  |
|                          | Claude Birraux  | UDF-RPR (Un. opp.) | 4 101  | 47,42  | 8  |  |  |  |
|                          |                 |                    |        |        |    |  |  |  |
| Inscrits                 | Inscrits        | Inscrits           | 12 758 | 100,00 |    |  |  |  |
| Abstentions              | Abstentions     | Abstentions        | 3 946  | 30,93  |    |  |  |  |
| Votants                  | Votants         | Votants            | 8 812  | 69,07  |    |  |  |  |
| Nuls                     | Nuls            | Nuls               | 165    | 1,29   |    |  |  |  |
| Exprimés                 | Exprimés        | Exprimés           | 8 647  | 67,77  |    |  |  |  |
| * Liste du maire sortant |                 |                    |        |        |    |  |  |  |

### Élection municipale de 1977
| Tête de liste            | Tête de liste     | Liste       | Premier tour | Premier tour | Second tour | Second tour | Sièges | Sièges |
| Tête de liste            | Tête de liste     | Liste       | Voix         | %            | Voix        | %           | CM     |        |
| ------------------------ | ----------------- | ----------- | ------------ | ------------ | ----------- | ----------- | ------ | ------ |
|                          | Pierre Berthier * | Mod.-CDS    | 2 588        | 38,85        | 3 404       | 44,74       | 11     |        |
|                          | Robert Borrel     | PS          | 2 077        | 31,18        | 3 413       | 44,86       | 16     |        |
|                          | Romain Baz        | PCF         | 1 937        | 29,08        | 3 413       | 44,86       | 16     |        |
|                          | Henri Jeantet     | Mod.        | 1 143        | 17,16        | 626         | 8,23        | 0      |        |
|                          |                   |             |              |              |             |             |        |        |
| Inscrits                 | Inscrits          | Inscrits    | 10 366       | 100,00       | 10 366      | 100,00      |        |        |
| Abstentions              | Abstentions       | Abstentions | 3 480        | 33,57        | -           | -           |        |        |
| Votants                  | Votants           | Votants     | 6 886        | 66,43        | -           | -           |        |        |
| Exprimés                 | Exprimés          | Exprimés    | 6 661        | 64,26        | 7 608       | 73,39       |        |        |
| * Liste du maire sortant |                   |             |              |              |             |             |        |        |